# オモチャ箱シリーズ第3話 絵本一九三六年
『オモチャ箱シリーズ第3話 絵本一九三六年』（おもちゃばこシリーズだいさんわ　えほんせんきゅうひゃくさんじゅうろくねん）は、田中喜次、舟木俊一らが作画を担当し1934年4月13日（昭和9年）に公開された日本のアニメ映画である。

## あらすじ
オモチャたちが楽しく住む島にネズミの軍団が侵略してきた。ネズミは蛇・ワニ・コウモリの軍団を投入し、オモチャたちを蹴散らしていく。そこでオモチャたちは絵本の主人公たちに応援を要請。桃太郎らの活躍により、ネズミ軍は撃退される。

## スタッフ
- 演出：中野孝夫、田中喜次（ノンクレジット）
- 作画：中野孝夫、田中喜次、舟木俊一、永久義郎、平泰陣、西口羆
- 撮影：平秦陣（ノンクレジット）[1]
- 音楽：J.O.オーケストラ
- 提供：太秦発声映画、千鳥興業（共にノンクレジット）[1]
- 製作：J・O・トーキー漫画部（ノンクレジット）[1]

## その他
- 表題の「オモチャ箱シリーズ」とは、制作のJ.O.スタヂオが題したシリーズ名。オモチャ箱シリーズ第1話として『特急艦隊』が、第2話として『黒猫萬歳（黒猫バンザイ）』が制作・公開されている。
- 侵略者側のネズミがミッキーマウスに酷似しており、オモチャの中にフィリックス・ザ・キャットに酷似した猫がいるなど、アメリカのアニメーションからの影響が見て取れる。
- 浦島太郎が「皇国ノ興廃此ノ一戦ニ在リ、各員一層奮励努力セヨ　東郷平八郎」と書かれた旗を掲げている。
- さるかに合戦の栗が３人で棒状の物を持ち走る場面があるが、これは映画の公開時期から爆弾三勇士をモチーフとしていると思われる。
- 戦争に勝利したオモチャ達が終盤に歌う曲は当時流行していた東京音頭である。
- 2022年11月18日にDisney+で公開されたディズニー制作のドキュメンタリー映画『ミッキーマウス：ザ・ストーリー（英語版）』では、ミッキーマウスが使われた日本のプロパガンダ映画として本映画が紹介されている。